# Kurt Arnhold
Kurt Arnhold (* 29. April 1887 in Dresden; † 9. September 1951 in São Paulo, Brasilien) war ein deutsch-brasilianischer Bankier und Mäzen.

## Leben
Kurt Arnhold wurde als viertes Kind des Dresdner Bankiers Georg Arnhold und dessen Ehefrau Anna Arnhold geb. Beyer (1860–1917) in Dresden geboren und besuchte nach seiner Volksschulzeit die Kreuzschule in Dresden, studierte Rechtswissenschaften an der Albert-Ludwigs-Universität Freiburg, der Ludwig-Maximilians-Universität München, der Friedrich-Wilhelms-Universität zu Berlin und der Universität Leipzig, er beendete die Studienzeit 1911 in Leipzig mit der Promotion über Das Recht auf die Dividende der Aktiengesellschaft. 1914 wurde er, wie seine Brüder, Teilhaber des Bankhauses Gebrüder Arnhold, das 1864 von seinem Onkel Max Arnhold gegründet worden war. Im gleichen Jahr wurde er Soldat im Ersten Weltkrieg, aus dem er mit dem Eisernen Kreuz I. Klasse zurückkehrte. Nach dem Krieg übernahm er an der Seite seines Bruders Heinrich die Geschäfte des Bankhauses.
Kurt Arnhold engagierte sich im sozialen Bereich und förderte wie der Großteil seiner Familie Kunst und Kultur und war als Schatzmeister des 1911 gegründeten Dresdner Museumsvereins aktiv. Er selbst sammelte Gemälde, aber auch Zeichnungen und Grafik zeitgenössischer Kunst, vor allem Impressionisten und einige wenige Expressionisten.
Bereits 1933 nach der Machtergreifung der Nationalsozialisten begann der Prozess der „Arisierung“ des Bankhauses Gebrüder Arnhold. Kurt Arnhold war dabei bis Ende 1938 in Dresden, nach dem Tod seines Bruders Heinrich 1935 dafür allein aus der Familie zuständig, der unter zunehmend schwierigeren Bedingungen und zunehmendem Druck in weiten Teilen es ermöglichte, dass weite Teile der privaten Sammlungen, wenngleich unter großen finanziellen Verlusten, ins Ausland verbracht werden konnten und die Familie in mehreren Etappen bis 1939 in die Schweiz ausreisen und alle Familienmitglieder überleben konnten.
Kurt Arnhold kam aus der Schweiz anschließend mit seiner Familie über die Niederlande nach Großbritannien. Er selbst übersiedelte mit seiner Frau nach São Paulo, wohin sein Bruder Adolf bereits 1936 bereits emigriert war, wobei über seine Tätigkeit in Brasilien so gut wie nichts bekannt ist.
Er konnte die sogenannte Arnhold-Bibliothek, bestehend aus rund 350 Titeln mit 450 Bänden (zum Teil mit persönlichen Widmungen), die von ihm in der Zeit von ca. 1910 bis ca. 1935 gesammelt wurden, nach Brasilien retten. Diese kam Anfang der 1990er Jahre, gestiftet von seinem Sohn George Gerard Arnhold, direkt aus São Paulo an das Evangelische Kreuzgymnasium in Dresden.
Kurt Arnhold heiratete 1917 Else Leonore Zimmermann (* 17. August 1895 in Dresden; † 9. Februar 1992 in São Paulo, Brasilien), die Tochter des Sanitätsrats Dr. med. Emil Zimmermann (1864–1953), und hatte mit ihr drei Söhne: Georg-Gerhard, später George Gerard (* 4. September 1918), Hans-Eduard (* 10. Dezember 1921) und Werner-Georg (* 17. März 1925).